# Bajo sospecha
Bajo sospecha va ser una sèrie de televisió, policíaca i dramàtica espanyola, produïda per Atresmedia en col·laboració amb Bambú Producciones per a la seva emissió en Antena 3. La seva estrena va ser el 17 de febrer de 2015 i va finalitzar el 17 de març de 2016 i va tenir dues temporades. Va estar protagonitzada per Yon González, Blanca Romero i Lluís Homar. Es va gravar una primera temporada que constava de 8 capítols, encara que inicialment eren 10, però els van reeditar eliminant un 20% d'escenes per a reduir el número.
El 24 de març de 2015 es va confirmar via Twitter que hi hauria una segona temporada amb el mateix equip policial, però es desconeixia si la família Vega seguiria. El 26 de maig de 2015 Antena 3 va donar llum verda a la segona temporada i una setmana després es va confirmar que Lluís Homar apareixeria en aquesta,tot i que se l'esperava en una futura sèrie de Telecinco. El setembre de 2015 es va anunciar que l'actriu Blanca Romero no estaria en la segona temporada, i s'incorporarien al repartiment actrius com Concha Velasco, Luisa Martín o Olivia Molina. A l'abril de 2016, el director de continguts d'Atresmedia i el productor de la sèrie van anunciar que no hi hauria una tercera temporada per diferents causes, entre elles la baixa audiència obtinguda en la segona tanda d'episodis.

## Temporades

### 1a temporada
Narra la recerca de dos policies nacionals, designats com infiltrats, en el cas de la desaparició d'una nena de 10 anys: el policia Víctor Reyes (Yon González) i la inspectora Laura Cortés (Blanca Romero), amb la participació del seu superior, el Comissari Casas (Lluís Homar).
El dia de la seva primera comunió, Alicia Vega (Aroa Palacios), una nena de 10 anys, desapareix sense deixar rastre. Després de dues setmanes d'intensa cerca, la policia només té una cosa en clar: el culpable és un dels convidats a la cerimònia i membre de la família de la nena. Els agents Víctor i Laura es fan passar per un matrimoni nouvingut al poble de Cienfuegos, i s'infiltren a l'entorn de la família Vega i de la resta de sospitosos. Mentre ells dos romanen en l'ombra, el comissari Casas és la part oficial de la recerca i l'única persona que coneix la veritable identitat dels seus agents infiltrats.

### 2a temporada
Als afores de Madrid es troba l'Hospital Policlínico Montalbán. Allí tenen lloc una estranya desaparició i l'assassinat de diverses dones, entre elles, la cap d'infermeres. Un càrrec que amb la tràgica mort queda vacant i que serà ocupat per Lidia Abad (Luisa Martín), qui per fi es fa amb un càrrec per al qual es considerava més que capacitada; almenys, molt més que la recentment assassinada. Això la converteix en una de les primeres sospitoses. Lídia és una dona de fort caràcter i estricta complidora d'horaris i normes.
No és infranquejable, té un punt feble: el seu fill Rafael. Mare soltera va criar sola al seu fill i ha passat per moltes dificultats per tirar endavant. Ningú li ha regalat res i, de la mateixa forma, tampoc deixarà que ningú li arrabassi el que tingui, per poc que sigui.
Amb aquesta estricta dona haurà de bregar Víctor (Yon González), que es tornarà a infiltrar a l'entorn dels assassinats, i tornarà fer de la seva indisciplina una de les seves millors armes de treball, perquè això li portarà a mantenir una tibant relació amb Lídia.
Víctor arribarà al Policlínico Montalbán sense massa proves per resoldre els crims. Tan sols un enregistrament d'una càmera de seguretat en la qual queda registrat el segrest d'una de les dones. El que sí que saben Víctor, Casas (Lluís Homar) i Vidal (Vicente Romero) és que el culpable és un dels treballadors de l'hospital pel que la millor manera de donar amb ell és infiltrar-se.
Infiltrat, Víctor es troba que una de les primeres desaparicions és la d'una jove resident francesa. Aquest fet provocarà l'enviament d'una comissària i un agent de la policia francesa (Mar Sodupe i Hugo Becker) que s'infiltraran al costat de Víctor en una complicada relació de col·laboració entre tots dos cossos policials: els frecs seran freqüents pels diferents procediments i manera de veure les coses en la recerca.

## Repartiment

### 1a temporada

#### Repartiment principal
- Yon González - Víctor Reyes / Víctor Casas / Víctor Lago Sánchez
- Blanca Romero - Laura Cortés / Laura González Sampietro
- Alicia Borrachero - Carmen Castro
- Pedro Alonso - Roberto Vega Sánchez
- José Ángel Egido - Germán Vega
- Gloria Muñoz - Pilar Sánchez
- Vicente Romero - Rafael Vidal
- Armando del Río - Andrés Vega Sánchez
- Melani Olivares - Inés Vega Sánchez
- Pau Roca - Eduardo Castro
- María Cotiello - Begoña Valverde
- Natalia de Molina - Leticia "Leti" Rodríguez
- Georgina Amorós - Emilia "Emi" Vega Castro
- David Solans - Óscar Vidal
- Roger Padilla - Pablo Vega Castro
- Aroa Palacios - Alicia Vega Castro † (Episodi 1 - Episodi 4)
- Berta Castañé - Nuria Vega Valverde † (Episodi 1 - Episodi 6)
- i Lluís Homar com Comissari Santiago Casas

#### Repartiment recurrent
- Manuel Regueiro - Ricardo Esparza (Episodi 1 - Episodi 3)
- Benito Sagredo - Carlos (Episodi 1)
- Jordi Aguilar - Juan Bosco † (Episodi 1 - Episodi 3)

#### Repartiment episòdic
- Roberto Álamo - Federico "Fede" Sanz (Episodi 4 - Episodi 5; Episodi 8)
- Miriam Monlleó - Reportera (Episodi 7)
- Josu Ormaetxe - Advocat (Episodi 6 - Episodi 7)
- Miguel Uribe - Policia 3 (Episodi 6 - Episodi 7)
- Víctor Benjumea - Torrelas (Episodi 6)
- Jorge Lora - Policia control (Episodi 5 - Episodi 6)
- Ricardo Moya - Metge forense (Episodi 2 - Episodi 3; Episodi 6)
- Vicente Navarro - Policia 1 (Episodi 5 - Episodi 6)
- Agustín Sasian - Policia 2 (Episodi 5 - Episodi 6)
- Víctor Palmero - Noi porros (Episodi 3)
- Marisol Rolandi - Mare de Silvia López (Episodi 3)
- Mariana Cordero - Catalina Fernández (Episodi 1 - Episodi 2)
- Celia Freijeiro - Silvia López † (Episodi 1 - Episodi 2)
- Victoria Bueno - Alumna Olga (Episodi 1)
- María Camacho - Alumna Julia (Episodi 1)
- Miguel Campos - Doctor Castillo (Episodi 1)
- Héctor Campos - Alumne Alberto (Episodi 1)
- Álvaro García - Alumne Lorenzo (Episodi 1)
- David Rubio - Alumne policia (Episodi 1)
- David Tortosa - Pare alumne Alberto (Episodi 1)

### 2a temporada

#### Repartiment principal
- Yon González - Víctor Reyes / Víctor Casas / Víctor Cepeda Barrán
- Vicente Romero - Rafael Vidal
- Luisa Martín - Lidia Abad
- Gonzalo de Castro - Miguel Manrique Rodríguez (Episodi 1/9 - Episodi 6/14)
- Olivia Molina - Belén Yagüe Sotelo † (Episodi 1/9 - Episodi 8/16; Episodi 10)
- Unax Ugalde - Daniel Legarra Rustarazo
- Hugo Becker - Alain Juillard
- Mar Sodupe - Sophie Leduc
- María Botto - Sara Guzmán Mavit
- Marcial Álvarez - Ginés Castillo
- Israel Elejalde - Gorka Montero †
- Pepa López - Lola Rodríguez (Episodi 1/9 - Episodi 4/12)
- Marta Belenguer - Carmen Díaz
- Eva Ugarte - Natalia Sanz
- José Manuel Poga - Marcos Lara
- Leticia Dolera - Catherine Le Monnier (Episodi 6/14 - Episodi 10/18)
- amb Concha Velasco com Doña Adela Varcárcel
- i Lluís Homar com Comissari Santiago Casas

#### Repartiment recurrent
- Íngrid Rubio - Isabel Freire † (Episodi 1)
- José Luis García Pérez - Enrique Méndez † (Episodi 1 - Episodi 4)
- Álex Martínez - Rafi Martínez Abad † (Episodi 1; Episodi 6 - Episodi 8)
- Nieve de Medina - Mare de Víctor (Episodi 8/16 - Episodi 10/18)
- Lola Baldrich - Elena Manrique (Episodi 6/14)
- Sabrina Praga - Mercedes (Episodi 1/9 - Episodi 2/10; Episodi 6/14 - Episodi 10/18)
- Yolanda Ulloa - Adriana Le Monnier (Episodi 1/9; Episodi 4/12; Episodi 7/15 - Episodi 8/16; Episodi 10/18)

#### Repartiment episòdic
- Alfonso Mendiguchía - Fede (Episodi 3/11; 8/16)
- Sara Pardo - Farmacéutica (Episodi 8/16)
- Silvia González - Periodista 3 (Episodi 8/16)
- Manuel Regalado - Periodista 4 (Episodi 8/16)
- Miguel Mota - Accionista (Episodi 6/14)
- Chisco Amado - Alejandro Mendizábal (Episodi 4/12 - Episodi 5/13)
- Dereck - Francisco "Quico" Méndez Freire (Episodi 1/9 - Episodi 4/12)
- Raquel Sierra - Cambrera (Episodi 4/12)
- Paca López – Dona neteja (Episodi 4/12)
- Ester Díez - Periodista 2 (Episodi 1/9; Episodi 4/12)
- Alfonso Lozano - Periodista 1 (Episodi 1/9; Episodi 4/12)
- Txema Blasco - Don Pedro (Episodi 3/11 - Episodi 4/12)
- J. C. Gurrutxaga - Cura (Episodi 3/11)
- Inés Sájara - Esposa de Ginés (Episodi 2/10)
- Fran Calvo - Porter Ambulància (Episodi 2/10)
- Raúl Alberto Mediero Rodríguez - Policia Nacional (Episodi 9)
- Tània Sàrrias - Ella (Episodi 9/17)
- José Luis Patiño - Tipus (Episodi 9/17)
- Héctor González - Policia (Episodi 10/18)

## Episodis i audiències
| Temporada | Temporada | Episodis | Emissió original     | Emissió original   | Audiència mitjana | Audiència mitjana | Audiència mitjana |
| Temporada | Temporada | Episodis | Primera emissió      | Última emissió     | Espectadors       | Quota             |                   |
| --------- | --------- | -------- | -------------------- | ------------------ | ----------------- | ----------------- | ----------------- |
|           | 1         | 8        | 17 de febrer de 2015 | 13 d'abril de 2015 | 3 750 000         | 19,7%             |                   |
|           | 2         | 10       | 12 de gener de 2016  | 17 de març de 2016 | 2 805 000         | 15,8%             |                   |
| Total     | Total     | 18       | 2015                 | 2016               | 3 225 000         | 17,5%             |                   |

### Primera temporada (2015)
| Núm. (sèrie) | Núm. (temp.) | Títol                  | Director(s)                          | Data d'emissió       | Audiència         |
| ------------ | ------------ | ---------------------- | ------------------------------------ | -------------------- | ----------------- |
| 1            | 1            | «La comunión»          | Silvia Quer                          | 17 de febrer de 2015 | 4 216 000 (21,6%) |
| 2            | 2            | «El vestido»           | Silvia Quer                          | 24 de febrer de 2015 | 3 909 000 (19,6%) |
| 3            | 3            | «La cabaña»            | Silvia Quer & Jorge Sánchez-Cabezudo | 3 de març de 2015    | 3 947 000 (21,4%) |
| 4            | 4            | «El video de comunión» | Jorge Sánchez-Cabezudo               | 10 de març de 2015   | 3 526 000 (18,7%) |
| 5            | 5            | «Nuria»                | Silvia Quer & Jorge Sánchez-Cabezudo | 17 de març de 2015   | 3 333 000 (17,2%) |
| 6            | 6            | «Mamá»                 | Silvia Quer & Jorge Sánchez-Cabezudo | 23 de març de 2015   | 3 891 000 (19,9%) |
| 7            | 7            | «La linterna»          | Silvia Quer & Jorge Sánchez-Cabezudo | 6 d'abril de 2015    | 3 430 000 (18,5%) |
| 8            | 8            | «La verdad»            | Silvia Quer & Ramón Campos           | 13 d'abril de 2015   | 3 748 000 (20,4%) |

### Segona temporada (2016)
| Núm. (sèrie) | Núm. (temp.) | Títol          | Director(s)       | Data d‘emissió       | Audiència         |
| ------------ | ------------ | -------------- | ----------------- | -------------------- | ----------------- |
| 9            | 1            | «La llave»     | Jorge Torregrossa | 12 de gener de 2016  | 3 222 000 (17,5%) |
| 10           | 2            | «El oso»       | Jorge Torregrossa | 19 de gener de 2016  | 3 162 000 (18,0%) |
| 11           | 3            | «Sara»         | Miguel Conde      | 26 de gener de 2016  | 3 020 000 (17,2%) |
| 12           | 4            | «El teléfono»  | Miguel Conde      | 2 de febrer de 2016  | 2 893 000 (16,9%) |
| 13           | 5            | «El horno»     | Jorge Torregrossa | 9 de febrer de 2016  | 3 088 000 (17,3%) |
| 14           | 6            | «La cartera»   | Jorge Torregrossa | 16 de febrer de 2016 | 2 820 000 (16,0%) |
| 15           | 7            | «Rafi»         | Miguel Conde      | 25 de febrer de 2016 | 2 489 000 (13,6%) |
| 16           | 8            | «Catherine»    | Miguel Conde      | 3 de març de 2016    | 2 310 000 (12,8%) |
| 17           | 9            | «El jardín»    | Jorge Torregrossa | 10 de març de 2016   | 2 483 000 (14,1%) |
| 18           | 10           | «La confesión» | Jorge Torregrossa | 17 de març de 2016   | 2 566 000 (14,9%) |

## Premis i nominacions
Premis ATR (Agrupació de Teleespectadors i Radiooients)
| Any  | Categoria              | Premiat                | Resultat   |
| ---- | ---------------------- | ---------------------- | ---------- |
| 2015 | Millor sèrie espanyola | Millor sèrie espanyola | Guanyadora |

Premis Madrid Imagen (MIM Series)
| Any  | Categoria                               | Premiat                              | Resultat  |
| ---- | --------------------------------------- | ------------------------------------ | --------- |
| 2015 | Millor sèrie dramàtica                  | Millor sèrie dramàtica               | Nominada  |
| 2015 | Millor direcció                         | Silvia Quer i Jorge Sánchez-Cabezudo | Nominats  |
| 2015 | Millor interpretació masculina de drama | Yon González                         | Guanyador |
| 2015 | Millor guió                             | Gema R. Neira i Ramón Campos         | Nominats  |

Fotogramas de Plata
| Any  | Categoria                 | Premiat      | Resultat  |
| ---- | ------------------------- | ------------ | --------- |
| 2015 | Millor actor de televisió | Yon González | Guanyador |

Neox Fan Awards
| Any  | Categoria                 | Premiat      | Resultat |
| ---- | ------------------------- | ------------ | -------- |
| 2015 | Millor actor de televisió | Yon González | Nominat  |